# Lethbridge Motor Car
Lethbridge Motor Car Co. war ein kanadischer Hersteller von Automobilen. Es gibt auch die Angabe Howard Case & Company.

## Unternehmensgeschichte
Howard A. Case gründete 1906 das Unternehmen in Lethbridge und begann mit der Produktion von Automobilen. Der Markenname lautete Case. 1909 endete die Produktion. Nur wenige Fahrzeuge entstanden.
Es bestand keine Verbindung zum US-Unternehmen Case Corporation.

## Fahrzeuge
Das einzige Modell war der 20/24 HP. Er hatte einen luftgekühlten Vierzylindermotor, Friktionsgetriebe und Kettenantrieb. Eine Quelle nennt Fawkes airless tyres und vermutet Vollgummireifen, die 1906 schon veraltet waren.